# Chuck's Choice
Chuck's Choice (Brasil: As Escolhas de Chuck / Portugal: O Carlos Escolhe) é uma série animada de televisão Canadense produzida pela DHX Media para o canal YTV. Ele estreou na YTV em 6 de Maio de 2017. Estralando Chuck McFarlane, um garoto de 10 anos com um robô alienígena. Quando ele fica-se em muitas das situações difíceis, o seu robô, UD, hacks em 'modo decisivo'. O tempo congela e UD dá Chuck três opções. Ele tem que escolher um e ele chegou de verdade, mas nem sempre da maneira que ele espera. Seu melhor amigo, Misha, conhece a arte do combate e muitas vezes é verão Chuck dos monstros e ameaças. Ela gosta de ser amigos deles, embora, como disse em "Ex-Mishina'. Sempre que Chuck escolhe para teletransportar-los em algum lugar, Misha sempre vai com ele.

## Enredo
A série é sobre um menino de 12 anos que afirma um presente de um intergaláctica realidade, alterando robô chamado U.D. que se manifesta uma das três escolhas durante todo o seu dia, levando-o para aventuras.
Isso é chamado de "Administrador" e o tempo parece congelar para todos, mas U.D. e "O Administrador" (normalmente Chuck). Embora eles parecem aleatórios, U.D. revela a capacidade de influenciar a selecção de "Flush Hora e Dois", quando ele gera três idênticos opções de ajuda, Chuck é o melhor amigo de Misha, a garota que o acompanha nas suas aventuras.

## Personagens

### Principais
- Chuck  McFarlane (português brasileiro) ou Carlos Miguel Carvalho (português europeu) - é o protagonista da série, é um menino de 12 anos que muitas vezes entra em problemas devido às decisões ruins que ele faz, às vezes influenciado por sua preguiça ou por tentar ajudar em uma situação "complicada" para Misha, ou seu irmão e às vezes sua mãe, isso finalmente acaba ficando fora da mão.
- UD - (acrônimo de U-Decide 3000) É um pequeno robô alienígena de cor predominante azul e prata. Ele é muito paciente e em várias ocasiões ele é dramático, além de se destacar por ter um gosto "obsessivo" por queijo e pela "bela" mudança de imagem
- Misha - Ela tem 12 anos, seu cabelo está amarrado em um rabo de cavalo , que é principalmente roxo, exceto pela porção distal da cauda que é néon rosa, sempre acompanha Chuck em suas aventuras e na maioria das vezes, ela acaba de economizar por causa das habilidades esportivas avançadas que ela possui, já que ela participa ativamente de vários esportes na escola. Chuck habitualmente se refere a ela como "Mish".

### Recorrentes
- Norm McFarlane (português brasileiro) ou Jorge Miguel Carvalho (português europeu) - O irmão mais velho de Chuck McFarlane. Chuck sente-se envergonhado por seu estilo estranho.
- Joey Adonis (português brasileiro) ou Joel Adónis (português europeu) - Ele é um menino gordo e rico que odeia Chuck. Embora fale que Chuck é muito criancinha pro nível dele, ele ainda usa fraldas e seu mordomo Alfie o dá banho e comida na boca, o que faz dele imaturo.
- A Sra Cho é a professora de Chuck e para ele, ela tem uma vida muito miserável.
- Ellen McFarlane - É a mãe de Chuck e Norm, ela faz comida para festas, como dito no episódio "Os Louçeiráveis", quando teve que fazer comida para a festa de Biff Adonis.
- Biff Adonis (português brasileiro) ou Quim Adónis (português europeu) - É o pai de Joey e uma estrela de cinema que Chuck admira. Ele é um pouco mais carinhoso com Chuck ao contrário de seu filho.

## Dublagem
- Chuck - Lipe Volpato
- Misha - Isabella Guarnieri
- U.D. - Diego Lima
- Norm - Yuri Chesman
- Joey Adonis - Robson Kumode
- Mordomo Alfie - César Marchetti
- Mãe do Chuck - Samira Fernandes
- Prefeito Abraham Fedido - Tatá Guarnieri
- Dr. Coroa - Carlos Silveira
- Sra. Cho - Suzete Piloto

Diretor: Felipe Zilse
Tradutor: Gabriel Pestana
Estúdio: TV Group

## Exibição internacional
Canadá - YTV
 Brasil - Nat Geo Kids e FOX Play
 Portugal - RTP2 (no espaço Zig Zag)
 Hungria - Megamax
 Polónia - Teletoon+
 Itália - K2
 França - Boing
 Reino Unido - Pop Max
 Estados Unidos - Starz e Universal Kids
 Alemanha - Super RTL
 Ásia - Disney XD